# Федьківці
Фе́дьківці — село в Україні, у Вишнівецькій селищній громаді Кременецького району Тернопільської області.  До 2015 підпорядковане Старовишнівецькій сільраді.
Від вересня 2015 року ввійшло у склад Вишнівецької селищної громади. Розташоване на півдні району.
Населення — 511 осіб (2007).

## Історія
На 1936 рік село входило до ґміни Вишневець Кременецького повіту.
12 червня 2020 року, відповідно до Розпорядження Кабінету Міністрів України від  № 724-р «Про визначення адміністративних центрів та затвердження територій територіальних громад Тернопільської області», село увійшло до складу Вишнівецької селищної громади.
19 липня 2020 року, в результаті адміністративно-територіальної реформи та ліквідації Збаразького району, село увійшло до складу новоутвореного Кременецького району.

## Населення

### Мова
Розподіл населення за рідною мовою за даними перепису 2001 року:
| Мова       | Кількість | Відсоток |
| ---------- | --------- | -------- |
| українська | 525       | 98.87%   |
| російська  | 6         | 1.13%    |
| Усього     | 531       | 100%     |

## Пам'ятники
Встановлено пам'ятний знак воякам УПА.

## Соціальна сфера
Діють клуб, бібліотека, ФАП, торговельний заклад.

## Галерея

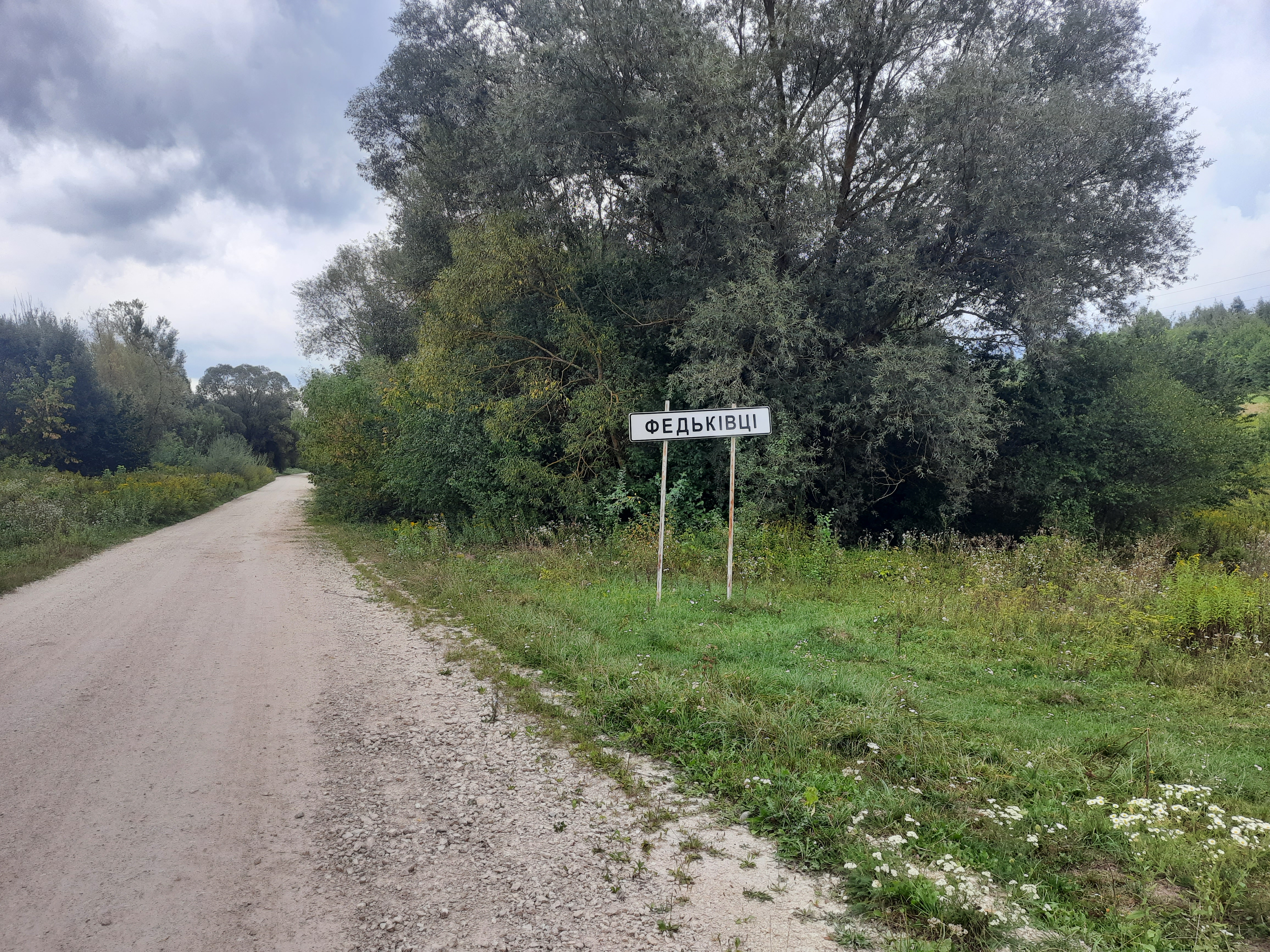
Дорожній знак при в'їзді в село
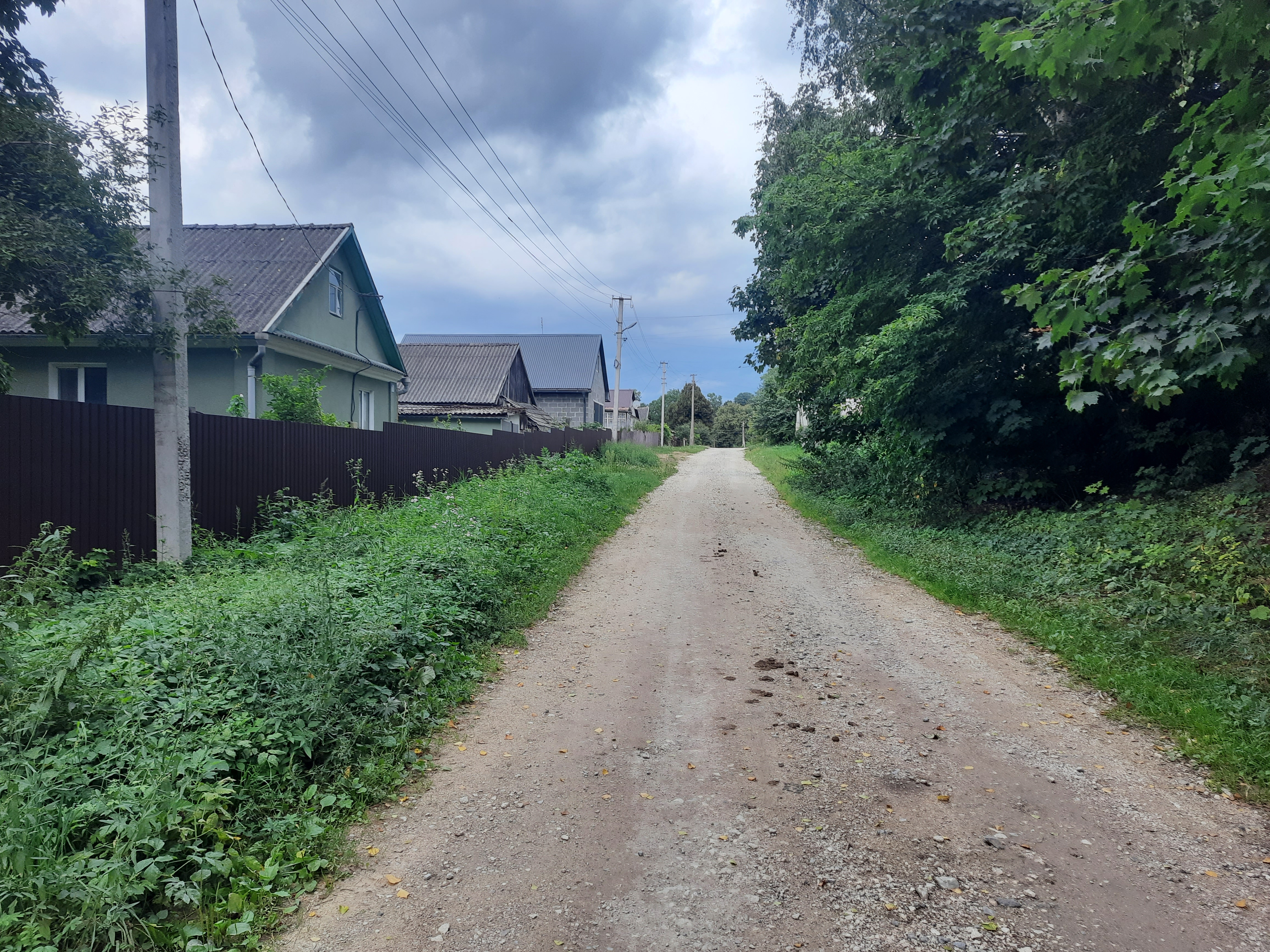
Сільська вулиця
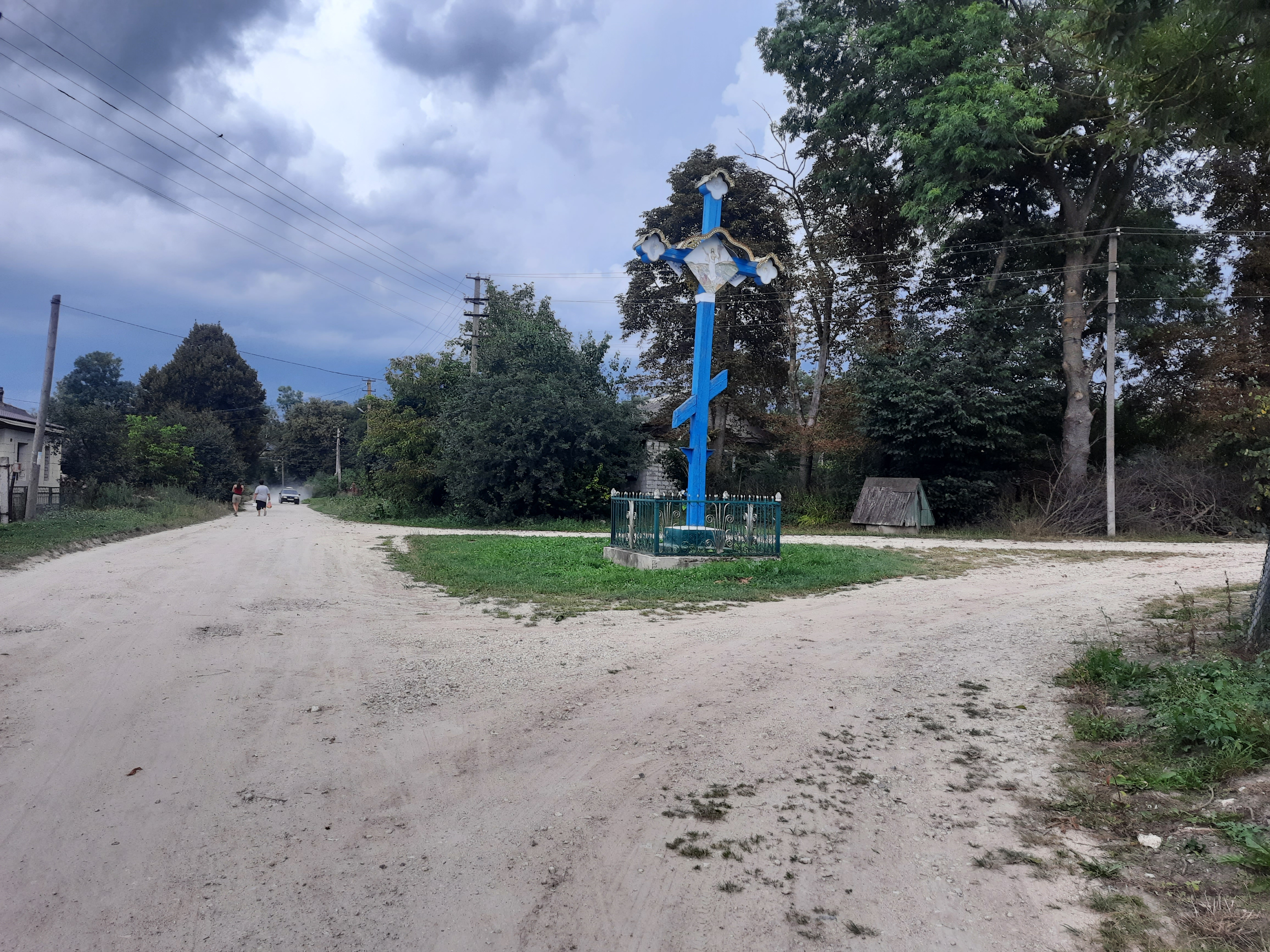
Пам'ятний хрест
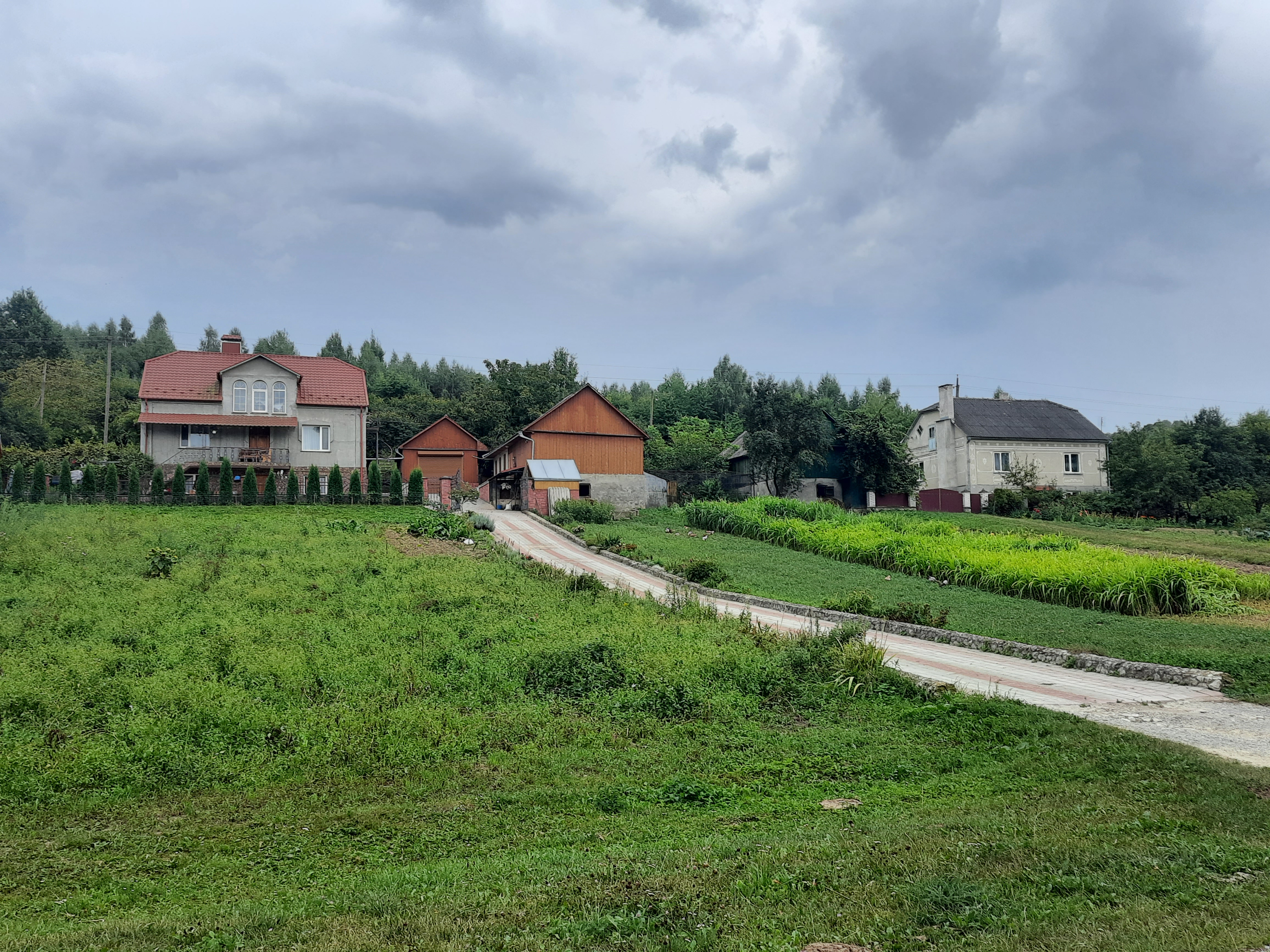
Сілький краєвид